# Palaeomolis manni
Palaeomolis manni là một loài bướm đêm thuộc phân họ Arctiinae, họ Erebidae.